# Baia (Tulcea megye)
Baia község Tulcea megyében, Dobrudzsában, Romániában. A hozzá tartozó települések: Camena, Caugagia, Ceamurlia de Sus és Panduru.

## Fekvése
A település az ország délkeleti részén található, a megyeszékhelytől, Tulcsától ötvenhat kilométerre délre.

## Történelem
Régi török neve Hamamci, románul Hamagia. A község területén 1953-ban az i. e. 4. - i. e. 2. századból származó, kőkorszaki  leleteket találtak, melyek a Hamangia kultúra hagyatékai.

## Lakossága
A nemzetiségi megoszlás a következő:
| 2002      | 2002 | 2002   |
| --------- | ---- | ------ |
| Románok   | 4993 | 99,38% |
| Magyarok  | 10   | 0,19%  |
| Romák     | 7    | 0,13%  |
| Németek   | 6    | 0,11%  |
| Lipovánok | 5    | 0,09%  |
| Bolgárok  | 2    | 0,03%  |
| Egyéb     | 1    | 0,01%  |
| Összesen  | 5024 | 100,0% |

## Látnivalók
- Golovița-tó.